# Mario Schembri (1950)
Mario Schembri (30 luglio 1950) è un ex calciatore maltese, di ruolo difensore.

## Carriera

### Nazionale
Ha collezionato quattordici presenze con la propria Nazionale.